# イズラエル・カマカヴィヴォオレ
イズラエル・カアノイ・カマカヴィヴォオレ（Israel Kaʻanoʻi Kamakawiwoʻole、1959年5月20日 - 1997年6月26日）は、アメリカ合衆国、ハワイ州出身のシンガー。通称イズ（IZ）。日本語では、イスラエル・カマカウィオ・オレ等とも表記される。340kgを超える巨体から美しい歌声で魅了する、ハワイ州を中心に世界中で死後の現在でも伝説的な人気がある歌手である。

## 概歴

### ソロデビュー前
1959年5月20日にホノルル市内の病院で生まれる。ホノルル市近郊のカイムキで少年期を過ごし、11歳の時に兄のスキッピーとともに音楽活動を開始し、その後1976年に兄とともにバンド「マカハ・サンズ・オブ・ニイハウ」（Makaha Sons of Niʻihau）に参加した。同バンドは1980年代にかけて活動し人気を博すものの、1982年にスキッピーが心臓発作で亡くなってしまう。

### ソロ活動
その後1990年に初のソロアルバムを出し、1993年に発表したアルバム『Facing Future』のヒットでハワイ以外でも広く知られるようになった。同アルバム収録の「Somewhere Over the Rainbow/What a Wonderful World」（虹の彼方に、この素晴らしき世界）は内外の数多くの映画やテレビ番組、及び広告で使用されている。
日本では1995年8月6日に『山下達郎のサンデー・ソングブック』（TOKYO FM）において、ハワイ州出身の力士、曙、武蔵丸、小錦を歌い込んだ「Tengoku Kara Kaminari」が紹介された。

### 死去
1997年6月26日 午前0時18分、肥満が原因で妻のマレーネ・カマカヴィヴォオレと一人娘を残したまま死去した。享年38歳没。同年7月10日に行われた葬儀の日にはハワイ州旗が半旗掲揚となり、平日であったのにもかかわらず1万人以上が集まったとされる。遺骨はハワイの海に散骨された。イズラエルの散骨の様子は「虹の彼方に」のMVに流用されている。

## CD
- 1990年 Ka'Ano'i
- 1993年 Facing Future
- 1995年 E Ala E - 「Tengoku Kara Kaminari」収録
- 1996年 N Dis Life
- 2000年 IZ in Concert-The Man And His Music
- 2001年 Alone in IZ World
- 2007年 Wonderful World

## VHS
- 1997年 IZ The Man and His Music

## 映画/テレビ
ショーン・コネリー主演・製作の映画『小説家を見つけたら』（2000年）のエンディングテーマに「Somewhere Over the Rainbow」が使用された。また、同曲はアメリカNBCのテレビドラマ『ER緊急救命室』において脳腫瘍に冒されたマーク・グリーン医師がハワイで息を引き取る際のBGMに使われ大きな反響を生んだ。その他、映画『ジョー・ブラックをよろしく』（1998年）のエンディングでも使われている。